# Мулерман Вадим Йосипович
Вади́м Йо́сипович Му́лерман (18 серпня 1938, Харків, Українська РСР — 2 травня 2018, Нью-Йорк, США) — радянський і український естрадний співак єврейського походження, Народний артист РРФСР, Заслужений артист України (грудень 2007 р.).

## Життєпис

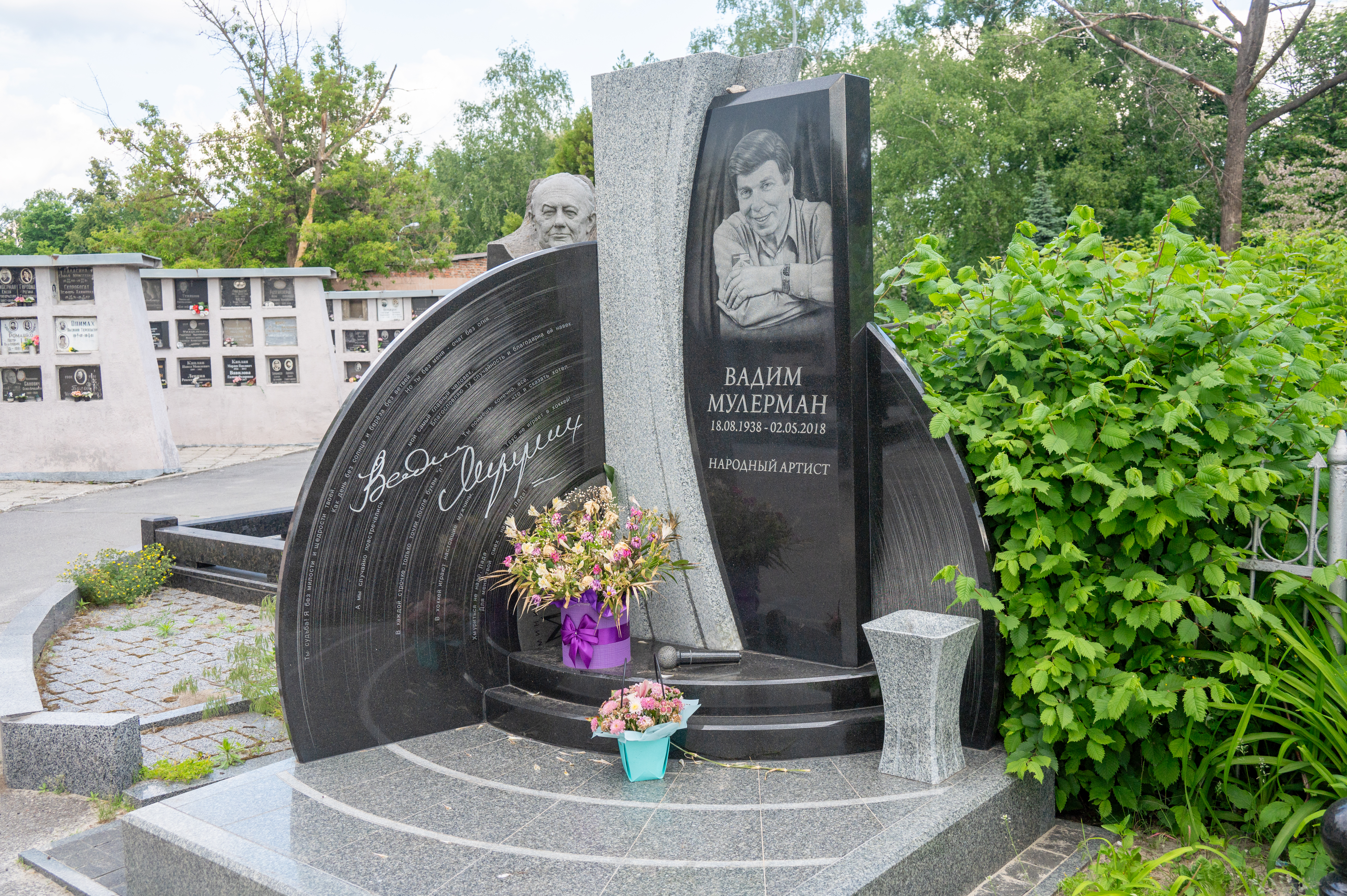
Пам'ятник на могилі Вадима Мулермана

Навчався на вокальному факультету Харківської державної консерваторії, закінчив навчання в Ленінграді (1962 р.). 1980 року закінчив режисерський факультет музичних театрів Державного інституту театрального мистецтва, спеціальність — режисер музичних театрів).
Розпочав виступати на естраді з 1963 року у Харкові. Наприкінці 1960-х років Вадим Мулермана був одним з найбільш упізнаваних і найпопулярніших виконавців радянської пісні.
Сценічна кар'єра розпочалась з IV Всесоюзного конкурсу естрадних співаків і пісні «Король переможець». 1964 року працював з естрадним оркестром під керуванням Мурата Кажлаєва, 1965 року перейшов до джаз-оркестру Анатолія Кролла, з 1966 року — соліст «ВІА-66» Юрія Саульського. Упродовж 1966—1976 років — соліст «Москонцерту», а з 1976 року — «Росконцерту» і художній керівник ВІА «Ребята с Арбата».
Періодично виступав у програмах естрадного оркестру РРФСР під керуванням Леоніда Утьосова. У репертуарі були пісні: «Трус не играет в хоккей» О. Пахмутової на вірші М. Добронравова, «Как хорошо быть генералом» В. Гамалії на вірші М. Танича, «Гуцулочка» Д. Тухманова на вірші С. Острового, «Налетели вдруг дожди» Д. Тухманова на вірші С. Харитонова, «Приснилось мне» А. Бабаджаняна на вірші Р. Рождественського тощо.
У 1970-х роках його усували від ефіру і забороняли концертну діяльність через включення до репертуару кількох єврейських пісень на тлі загострення відносин СРСР та Ізраїлю. Вважається, що саме через це він так і не став виконавцем саундтреку до фільму «Сімнадцять миттєвостей весни», хоча пісні в його виконанні вже були записані. Замість нього в знаменитому телесеріалі заспівав його головний конкурент — Йосип Кобзон.
У 1978 році удостоєний почесного звання Заслуженого артиста РРФСР, у 1980 році в Гавані здобув перемогу на пісенному конкурсі.
З 1989 року мешкав та працював у США. Створив музичний театр для дітей у штаті Флорида (м. Холендейл), працював його керівником. 1996 року приїздив на батьківщину, у Москві дав сольний концерт.
З 2003 року мешкав у Харкові. Був радником голови Харківської обласної державної адміністрації з питань культури (з 2005 р.).
У березні 2008 року, у приміщенні Культурного центра ХНУ імені В. Н. Каразіна, був відкритий створений ним музичний театр-студія (Театр пісні В. Мулермана). Для навчання були відібрані 50 молодих людей (в одній групі — діти від 9 до 15, у другій — від 16 до 25 років). З них продовжили навчання 30.
Вадим Мулерман був одружений тричі. Першою його дружиною була Іветта Чернова, друга — співачка Вероніка Круглова (перша дружина Кобзона), з якою вони мали дочку Ксенію. Третьою дружиною стала колишня стюардеса Світлана Литвинова, молодша за нього на 33 роки. Вона народила двох доньок — Марину (нар. 1998) і Емілію (нар. 2004).
2 травня 2018 року Вадим Мулерман помер у Нью-Йорку, унаслідок онкологічного захворювання.

## Дискографія
Грамплатівки, видані Всесоюзною фірмою грамплатівок «Мелодія»:
- Мулерман В. А я люблю (В. Шаїнський — В. Харитонов). 33ГД-0001537 (рос.)
- Співає Вадим Мулерман. Східна пісня (Восточная песня) (Д. Тухманов — О. Гаджикасімов). Оркестр. Апрелівський завод. 33Д-00027512 (рос.)
- Мулерман В. Все рівно ми зустрінемося (А. Бабаджанян-М. Пляцковський). Інструментальний ансамбль. (Всес. конкурс радянської пісні (М., 1966). Ризький завод. 00018986. М., 1966 (рос.)
- Мулерман В. Гуцулочка (Д. Тухманов — С.Островой) (рос.)
- Дитинство (В. Шаїнський-А. Осипова). Співає В. Мулерман. Апрелівський завод. 33Д-00027511 (рос.)
- Круглова В., Мулерман В. Для чого (Б. Савельєв — М. Пляцковський)// Всім, хто любить пісню (№ 13).33Д-28830 (рос.)
- Співає Вадим Мулерман. Є (Есть) (Д. Тухманов, М. Ножкін). Співає В. Мулерман. Оркестр. Апрелівський завод. 33Д-00027511 (рос.)
- Мулерман В. Йшли поїзди (Б. Савельєв — І. Кашежева). Інструметальний ансамбль. (Всес. конкурс радянської пісні (М., 1966). Ризький завод. 00018985. М. 1966 (рос.)
- Мулерман В. Король — переможець (Король — победитель) (А. Дулов-М. Карем). Інструментальний ансамбль. (Всес. конкурс радянської пісні (М., 1966). Ризький завод. 00018986. М., 1966 (рос.)
- Мулерман В. Лада (В. Шаїнський — М. Пляцковський) // Усім, хто любить пісню (№ 3). Апрелівський завод. 33Д-22862 (рос.)
- Мулерман В. Марина (Д. Тухманов — В. Єгоров). Інструментальний ансамбль. Апрелівський завод. 33ГД-1537 (рос.)
- Мулерман В. Нам не страшний сірий вовк (О. Фельцман — Н. Олєв). Інструментальний ансамбль. 33ГД-0001463 (рос.)
- Мулерман В. Не скажу (М. Блантер — Є. Євтушенко). Апрелівський завод. 33ГД-000631 (рос.)
- Мулерман В. Пісня північних друзів (О. Островський — Є. Долматовський). Інструментальний ансамбль. (Всес. конкурс радянської пісні (М., 1966). Ризький завод. 00018985 (рос.)
- Мулерман В. Наснилося мені (Приснилось мне) (А. Бабаджанян-Р. Рождественський) // Всім, хто любить пісню (№ 5). Апрелівський завод. 33Д-24631 (на рос. мові).
- Мулерман В. Тополиний пух (Ю. Саульський — П. Леонідов). Апрелівський завод. 33Д-00030545 (рос.)
- Мулерман В. Боягуз не грає у хокей (Трус не играет в хоккей) (О. Пахмутова — С. Гребенніков та М. Добронравов). Апрелівський завод. 33ГД-0001463 (рос.).